# Abadia de Clervaux

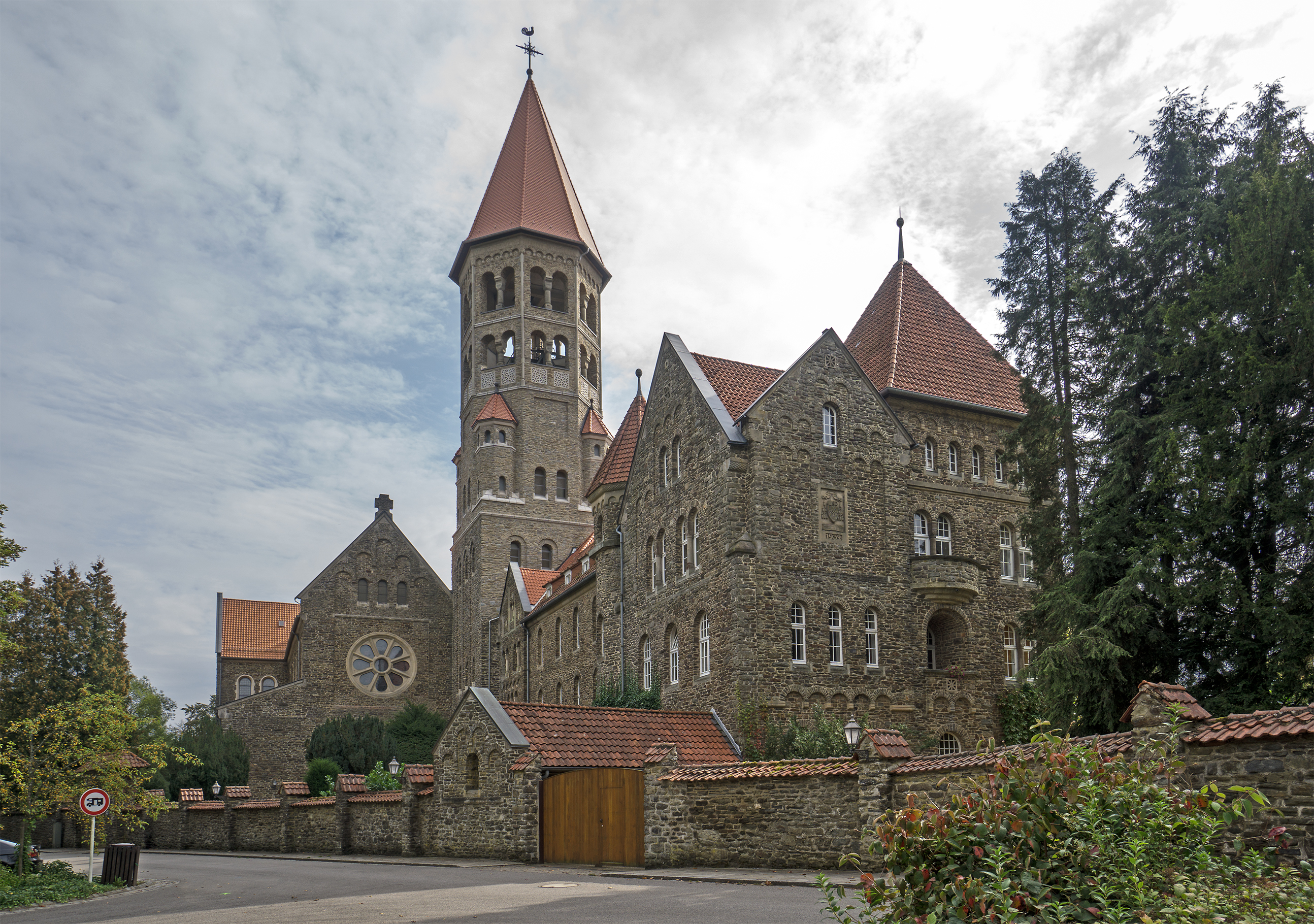
Abadia de Clervaux

L'Abadia de St. Maurice i St. Maurus de Clervaux (en francès: Abbaye Saint-Maurice et Saint-Maur de Clervaux), fundada el 1890, és un monestir benedictí situat a Clervaux, Luxemburg. Forma part de la Congregació Solesmes de la Confederació benedictina.

## Història
L'abadia va ser fundada pels monjos benedictins de l'Abadia de St. Maur de Glanfeuil, de França, que al seu torn havia estat fundada en el segle VII. Després de la seva supressió en el transcurs de la revolució francesa, aquella abadia va ser abandonada fins que el 1890 Louis-Charles Couturier, O.S.B., abat de l'abadia de Solesmes, la va tornar a establir. El 1901, tanmateix, els monjos van ser obligats a deixar França un altre cop a causa de les lleis anticlericals vigents durant la Tercera República francesa. Després de trobar refugi a Baronville, Bèlgica (ara part del municipi de Beauraing), els monjos van començar a buscar un indret permanent. Finalment, es van decidir per instal·lar-se a Clervaux. El 1908, els monjos van decidir dissoldre el monestir existent i fundar-ne un de nou, que van dedicar a St. Maurice. L'encarregat de la nova construcció fou J.F. Klomp, un holandès instal·lat a Alemanya, que la va dissenyar en un estil neoromànic, començant-ne la construcció el 1909. Els monjos s'hi van instal·lar l'agost de 1910. El 1926 es va afegir el nom de St. Maur al de St. Maurice.
El 1937, el Sant Pare va establir el monestor com una abadia territorial, independent de l'autoritat del bisbe local. Aquest estatus es va mantenir fins al 1946. Tot i així, durant bona part d'aquest període, la comunitat monàtica de Clervaux visqué a l'exili, ja que el gener de 1941 foren expulsats de l'abadia per part de la Gestapo, ja que Luxemburg havia estat ocupada pels alemanys. Els monjos no van poder tornar-hi fins al 1945.